# Overbrook Entertainment
Overbrook Entertainment – amerykańska wytwórnia filmowa, telewizyjna i płytowa  założona 2 lutego 1998 roku przez Willa Smitha i Jamesa Lassitera.

## Produkcje

### Produkcja

#### Telewizja
- 2003–2007: All of Us
- 2010–2011: Siostra Hawthorne (sezony 2–3)
- 2013–2015: The Queen Latifah Show
- 2018–teraz: Cobra Kai (sezony 1–2)

### Dystrybucja
- 2005: The 7th Commandment (dystrybucja DVD; koprodukcja z 25Eight Productions i A Free World Productions)